# ایرینا زواریچ
ایرینا زواریچ (اوکراینی: Ірина Михайлівна Зварич؛ زادهٔ ۸ مهٔ ۱۹۸۳) بازیکن فوتبال اهل اوکراین است.
از باشگاه‌هایی که در آن بازی کرده‌است می‌توان به اشاره کرد.
وی همچنین در تیم ملی فوتبال زنان اوکراین بازی کرده‌است.